# Il grande giorno
Il grande giorno è un film del 2022 diretto da Massimo Venier, con protagonisti Aldo, Giovanni e Giacomo.
È il tredicesimo film del trio comico ed il settimo realizzato in collaborazione con Venier alla regia. Il film ha avuto un'accoglienza generalmente favorevole da parte della critica cinematografica e ha incassato 7,1 milioni di €, rendendolo il maggior successo italiano dalla pandemia di COVID-19 fino all'uscita di C'è ancora domani di Paola Cortellesi (2023).

## Trama
Giovanni e Giacomo sono due soci in affari, titolari dell'azienda produttrice di divani Segrate Arredi, legati da un'amicizia di vecchia data che sembra indissolubile. I due hanno personalità molto diverse: Giovanni è molto ottimista, propositivo ed impulsivo, spesso coinvolto emotivamente e disposto a non badare a spese pur di raggiungere i suoi scopi, mentre Giacomo è molto più moderato ed oculato nelle sue decisioni, decisamente poco disponibile a spendere, pignolo e suscettibile, al punto da essere soprannominato Vomitino, per il suo carattere e per il fatto di essere costantemente affetto da malesseri di ogni genere. Giovanni è stato sposato con Margherita, da cui poi si è separato quando lei è scappata in Norvegia, e si è risposato con Valentina, mentre Giacomo è sposato con Lietta.
Elio, il figlio di Giacomo, sta per sposarsi con Caterina, la figlia di Giovanni, avuta durante il suo primo matrimonio. Per l'occasione Giovanni affitta la lussuosa villa Kramer, situata su un'isola del lago di Como, e organizza un matrimonio della durata di un intero fine settimana, molto costoso ed in grande stile, con un maître che ha servito anche presso la famiglia reale di Svezia e al Capodanno di Lady Gaga, un'enorme torta nuziale preparata dalla miglior pasticceria di Vienna, Francesco Renga come cantante, un grande spettacolo pirotecnico disseminato per l'isola, numerose bottiglie di vino pregiato e cigni di cristallo come bomboniere, per il dispiacere di Giacomo, che avrebbe preferito soluzioni più economiche. Venerdì pomeriggio arrivano sull'isola i primi ospiti e il cardinale Pineider, che si dice essere stato compagno di burraco di Papa Benedetto XVI, accorso per celebrare il matrimonio in cambio di una donazione di Giovanni per la costruzione di un campo da calcio in Burkina Faso, ma al contempo avviene anche un primo grave imprevisto: il furgone che trasportava la torta ha avuto un grave incidente nel quale il carico è andato distrutto.
Tra gli ospiti vi sono anche Margherita e il suo nuovo compagno Aldo, un fisioterapista conosciuto in Norvegia, la cui personalità molto gioviale ed espansiva crea sin da subito allegria a tutti tranne che a Giovanni e Giacomo, che temono che possa creare imbarazzo agli altri ospiti. In effetti, poco dopo il suo arrivo, Aldo fa accidentalmente cadere tutte le bottiglie di vino nel lago, costringendo i soci a chiamare una squadra di sommozzatori per recuperarle; dopodiché, dopo cena, organizza una serie di giochi durante i quali il cardinale si rompe tibia e perone, venendo portato via in elisoccorso e costringendo Giovanni e Giacomo a cercare un altro prete, ed alla fine attiva accidentalmente lo spettacolo pirotecnico dopo aver trovato il meccanismo di accensione nel prato. Nonostante ciò, Valentina e Lietta si mostrano molto colpite da Aldo e deluse dai rispettivi mariti, sempre impegnati con il lavoro. Nel frattempo, Elio inizia a nutrire dei dubbi sulla sua volontà di sposarsi.
Il sabato mattina arrivano alcuni clienti e fornitori della società di Giovanni e Giacomo, che fin da subito si mostrano molto critici nei confronti sia dei due soci che di Aldo e passeranno tutto il tempo a mostrarsi entusiasti con loro per poi parlargli alle spalle, criticando e deridendo qualunque decisione e avvenimento. Arriva anche il nuovo prete: Giacomo, per risparmiare, ha optato per don Francesco, il giovane parroco di un paese vicino, che fino a quel momento aveva celebrato solo funerali. Continuano inoltre a insorgere problemi: a causa del mancato rinnovo del contratto d'affitto della villa da parte della famiglia Kramer, viene rivelato che il nome originale della struttura è villa Smerdi, causando ulteriore ilarità, e Renga è stato ricoverato per calcoli renali e non potrà quindi esibirsi l'indomani. Il pomeriggio, invece, Elio, Caterina e i loro amici si ritrovano al lago per un bagno, e Caterina nota che Elio sta avendo dei ripensamenti, ma riesce a calmarlo. Mentre per gli altri ospiti è previsto un pomeriggio a piacere con la possibilità di visitare una mostra di prodotti aziendali allestita per l'occasione, che però appare deserta, nella chiesa dell'isola le tre coppie si ritrovano per permettere a don Francesco di provare la cerimonia, trattandosi del suo primo matrimonio.
Come figuranti vengono scelti Aldo e Margherita. Finita la finta cerimonia, Aldo inizia a raccontare di tutte le storie avute da Margherita sino a quel momento, tra cui addirittura una con Gérard Depardieu, ma ad un certo punto nomina anche un certo "Vomitino", inconsapevole che si tratta di Giacomo, facendo quindi scoprire che Margherita ha tradito Giovanni proprio con Giacomo durante la loro crisi matrimoniale. La rivelazione scatena un effetto domino: Giovanni incalza Giacomo, Lietta scappa in lacrime, Giacomo la insegue, Giovanni torna deluso in camera, Valentina insulta Margherita e Margherita redarguisce Aldo, il quale si rende conto del danno che ha causato. Lietta vorrebbe andarsene immediatamente, ma alla fine desiste poiché non ci sono traghetti per tornare a casa. Giovanni, invece, sfogandosi con sua moglie, rivela che il gesto di Giacomo aveva effettivamente fatto finire il matrimonio con Margherita, causando le ire di Valentina che se ne va.
La sera, durante la cena, le tre coppie sono molto tese, non si parlano tra di loro e a stento parlano con i propri partner. Viene proiettato un video celebrativo per Elio e Caterina, che permette a Giovanni e Giacomo di confrontarsi ed appianare le loro divergenze. Anche Valentina e Margherita hanno un confronto, in cui la prima rivela di aver messo da parte le sue passioni ed i suoi interessi per crescere Caterina e la seconda che, nonostante le numerose prese in giro, è felicissima di stare con Aldo; questi, nascosto nei cespugli, sente solo un pezzo di conversazione, quello in cui lei lo prende in giro, e, deluso, decide di passare la notte da solo all'aperto. Nel frattempo si tiene una serata di ballo a cui prendono parte tutti i giovani, durante la quale Caterina rivela ad una sua amica di avere dei ripensamenti sul matrimonio e di non essere più sicura di volersi sposare. Lietta infine annuncia a Giacomo che a partire dal lunedì successivo al matrimonio del figlio (ovvero il giorno dopo la cerimonia) il loro matrimonio terminerà.
È domenica mattina, ovvero il grande giorno. Elio e Caterina, visibilmente turbati, si preparano per le nozze; anche Margherita è preoccupata perché Aldo non è rientrato in camera dopo la festa. Inizia la cerimonia e al momento della benedizione degli anelli arriva Aldo, che si scusa con tutti i presenti per il suo comportamento e dichiara il suo amore per Margherita. Poco dopo, però, Elio e Caterina rivelano di non volersi più sposare, per la disperazione dei genitori ma per la gioia dei cuochi, che avevano scommesso proprio sul fatto che il matrimonio sarebbe saltato. In bagno, Giovanni incontra per caso i suoi fornitori intenti a dileggiare lui e il suo socio e li caccia in malo modo insultandoli. Una volta ripartiti gli ospiti e il prete, rimangono solo Giovanni, Valentina, Caterina, Giacomo, Lietta, Elio, Aldo e Margherita, che decidono di pranzare insieme con quello che è avanzato dal banchetto, non più consumato. In questa circostanza tutte le divergenze sembrano essersi appianate, tranne che per Lietta che è visibilmente più malinconica degli altri.
Il film si chiude con la voce di don Francesco che rivela le sorti dei protagonisti: Lietta, dopo la separazione da Giacomo, si è trasferita a vivere da sola a Milano, è diventata operatrice sanitaria della Croce Rossa, attività che aveva già svolto da giovane, e si è invaghita di un medico con cui lavora; Giacomo e Giovanni sono ancora soci, ma solo il primo continua a lavorare alla Segrate Arredi, che sta vivendo un periodo di grande successo; Caterina ha preso il posto del padre in azienda, occupandosi del design dei nuovi prodotti, e ha un nuovo compagno; Giovanni e Valentina si sono trasferiti in Burkina Faso, dove lei insegna in una scuola elementare e lui, accompagnato dal cardinale Pineider, ormai in sedia a rotelle, segue una squadra di calcio giovanile; Elio è diventato venditore presso il negozio di Parigi dell'azienda e ha iniziato a frequentarsi con una delle colleghe; Aldo e Margherita sono tornati in Norvegia, convivono e possiedono un cane di nome Stecchino (ed Aldo ha incontrato Depardieu, sgridandolo per aver nuovamente tentato di corteggiare Margherita); Renga è stato operato, è tornato in salute ed ha accettato di trattenere solo il 25% del suo compenso per il matrimonio fallito; don Francesco è tornato alla sua chiesa e continua a celebrare esclusivamente funerali.

## Produzione
Diretto da Massimo Venier, il film è stato scritto dallo stesso regista con il trio comico, Davide Lantieri e Michele Pellegrini. La produzione è stata curata da Emanuela Rossi, rendendo il film il primo non prodotto da Paolo Guerra, storico produttore del trio scomparso nel 2020.
Le riprese si sono tenute nell'agosto 2022 nel comune di Stresa, in provincia del Verbano-Cusio-Ossola, presso Villa Frua, e tra il Lago di Como, Lago Maggiore, Milano e le colline della Brianza.

## Distribuzione
Il film è stato distribuito nelle sale cinematografiche italiane a partire dal 22 dicembre 2022. distribuito da Medusa Film. È distribuito in home video su DVD e Blu-Ray da Eagle Pictures.

## Colonna sonora
La colonna sonora del film è stata curata da Brunori Sas, divenendo il secondo film del trio comico curato dal cantautore dopo Odio l'estate del 2020.

## Accoglienza

### Incassi
Nella prima settimana, il film ha incassato €1,1 milioni, stabilendo il record per il miglior incasso italiano al botteghino dal 2019. In totale, a fronte di un budget di oltre €6 milioni , ha incassato €7,1 milioni in Italia ed è stato visto da oltre un milione di spettatori.

### Critica
L'accoglienza è stata nel complesso positiva, seppure molti critici hanno evidenziato come questo film sia meno comico rispetto ai lavori precedenti. Il film ha ricevuto una valutazione di 6,1/10 su IMDb. Gabriele Niola, scrivendo per Wired, ha criticato il tono meno comico pur apprezzando il film nel complesso, definendolo il lavoro più compiuto del trio. Su Rolling Stone, Giovanni De Stefano ha definito la pellicola il film migliore di Aldo, Giovanni e Giacomo. Comingsoon.it ha assegnato al film un punteggio di 3,5/5, scrivendo che «i film di Aldo, Giovanni e Giacomo sono cresciuti e diventati adulti con Aldo, Giovanni e Giacomo, che però [...] hanno l'argento vivo addosso e un entusiasmo che fa invidia». Serena Nanninelli de Il Giornale ha definito il film «moderatamente spumeggiante in cui trovare assonanze con quelle che sono le riflessioni di fine anno».

## Riconoscimenti
- 2023 – David di Donatello
  - David dello spettatore
- 2023 – Filming Italy Best Movie Award
  - Miglior commedia
- 2023 – Italian Contemporary Film Festival
  - Miglior produzione a Emanuela Rossi
- 2023 – Biglietto d'oro[19]
  - Biglietto d'oro
  - Chiavi d'oro del successo
- 2024 – SIAE Music Awards[20]
  - Miglior colonna sonora - Film streaming a Brunori Sas
  - Candidatura alla miglior colonna sonora - Cinema a Brunori Sas